# Guillaume Guichard
Pour les articles homonymes, voir Guichard.
Guillaume Guichard, né le 13 décembre 1765 à Tonnerre dans l'Yonne et mort le 8 juillet 1810 à Auxerre, est un homme politique français.

## Biographie
Guichard est administrateur de l'Yonne, député de l'Yonne de 1795 à 1807, et rallié à Bonaparte.
Il est receveur général de l'Yonne de 1805 à 1810.